# Gratiola hispida
Gratiola hispida là một loài thực vật có hoa trong họ Mã đề. Loài này được (Benth. ex Lindl.) Pollard mô tả khoa học đầu tiên năm 1897.